# Championnat d'Europe féminin de volley-ball 1971
Navigation
Turquie 1967 Yougoslavie 1975
Le 8e championnat d'Europe de volley-ball féminin a eu lieu à Reggio d'Émilie, en Italie, du 23 septembre au 1er octobre 1971.

## Équipes présentes
- Allemagne de l'Est
- Allemagne de l'Ouest
- Angleterre
- Autriche
- Bulgarie
- Danemark
- France
- Hongrie
- Israël
- Italie
- Pays-Bas
- Pologne
- Roumanie
- Suède
- Suisse
- Tchécoslovaquie
- URSS
- Yougoslavie

## Tour préliminaire

### Composition des groupes
| Poule A                 | Poule B                       | Poule C                                           | Poule D                                       | Poule E                         | Poule F                          |
| ----------------------- | ----------------------------- | ------------------------------------------------- | --------------------------------------------- | ------------------------------- | -------------------------------- |
| Gorizia                 | Gorizia                       | Reggio d'Émilie                                   | Reggio d'Émilie                               | Imola                           | Modène                           |
| - Suède - Suisse - URSS | - Autriche - Italie - Pologne | - Allemagne de l'Ouest - France - Tchécoslovaquie | - Allemagne de l'Est - Roumanie - Yougoslavie | - Angleterre - Hongrie - Israël | - Bulgarie - Danemark - Pays-Bas |

### Poule A
| # | Équipe | Pts | J | G | P | Sp | Sc | Ratio | Pp | Pc | Ratio |
| - | ------ | --- | - | - | - | -- | -- | ----- | -- | -- | ----- |
| 1 | URSS   | 4   | 2 | 2 | 0 | 6  | 0  | MAX   | 90 | 14 | 6.429 |
| 2 | Suisse | 2   | 2 | 1 | 1 | 3  | 4  | 0.75  | 47 | 80 | 0.588 |
| 3 | Suède  | 0   | 2 | 0 | 2 | 1  | 6  | 0.167 | 42 | 85 | 0.494 |

### Poule B
| # | Équipe   | Pts | J | G | P | Sp | Sc | Ratio | Pp | Pc | Ratio |
| - | -------- | --- | - | - | - | -- | -- | ----- | -- | -- | ----- |
| 1 | Pologne  | 4   | 2 | 2 | 0 | 6  | 0  | MAX   | 90 | 23 | 3.913 |
| 2 | Italie   | 2   | 2 | 1 | 1 | 3  | 3  | 1     | 66 | 54 | 1.222 |
| 3 | Autriche | 0   | 2 | 0 | 2 | 0  | 6  | 0     | 11 | 90 | 0.122 |

### Poule C
| # | Équipe               | Pts | J | G | P | Sp | Sc | Ratio | Pp | Pc | Ratio |
| - | -------------------- | --- | - | - | - | -- | -- | ----- | -- | -- | ----- |
| 1 | Tchécoslovaquie      | 4   | 2 | 2 | 0 | 6  | 0  | MAX   | 90 | 19 | 4.737 |
| 2 | Allemagne de l'Ouest | 2   | 2 | 1 | 1 | 3  | 5  | 0.6   | 45 | 79 | 0.57  |
| 3 | France               | 0   | 2 | 0 | 2 | 2  | 6  | 0.333 | 46 | 83 | 0.554 |

### Poule D
| # | Équipe             | Pts | J | G | P | Sp | Sc | Ratio | Pp | Pc | Ratio |
| - | ------------------ | --- | - | - | - | -- | -- | ----- | -- | -- | ----- |
| 1 | Allemagne de l'Est | 4   | 2 | 2 | 0 | 6  | 2  | 3     | 84 | 50 | 1.68  |
| 2 | Roumanie           | 2   | 2 | 1 | 1 | 5  | 3  | 1.667 | 81 | 49 | 1.653 |
| 3 | Yougoslavie        | 0   | 2 | 0 | 2 | 0  | 6  | 0     | 24 | 90 | 0.267 |

### Poule E
| # | Équipe     | Pts | J | G | P | Sp | Sc | Ratio | Pp | Pc | Ratio |
| - | ---------- | --- | - | - | - | -- | -- | ----- | -- | -- | ----- |
| 1 | Hongrie    | 4   | 2 | 2 | 0 | 6  | 0  | MAX   | 90 | 23 | 3.913 |
| 2 | Israël     | 2   | 2 | 1 | 1 | 3  | 3  | 1     | 65 | 57 | 1.14  |
| 3 | Angleterre | 0   | 2 | 0 | 2 | 0  | 6  | 0     | 15 | 90 | 0.167 |

### Poule F
| # | Équipe   | Pts | J | G | P | Sp | Sc | Ratio | Pp | Pc | Ratio |
| - | -------- | --- | - | - | - | -- | -- | ----- | -- | -- | ----- |
| 1 | Bulgarie | 4   | 2 | 2 | 0 | 6  | 1  | 6     | 84 | 34 | 2.471 |
| 2 | Pays-Bas | 2   | 2 | 1 | 1 | 4  | 3  | 1.333 | 71 | 53 | 1.34  |
| 3 | Danemark | 0   | 2 | 0 | 2 | 0  | 6  | 0     | 22 | 90 | 0.244 |

## Phase finale

### Classement 1-6
| # | Équipe             | Pts | J | G | P | Sp | Sc | Ratio | Pp  | Pc  | Ratio |
| - | ------------------ | --- | - | - | - | -- | -- | ----- | --- | --- | ----- |
| 1 | URSS               | 10  | 5 | 5 | 0 | 15 | 0  | MAX   | 225 | 92  | 2.446 |
| 2 | Tchécoslovaquie    | 8   | 5 | 4 | 1 | 12 | 6  | 2     | 196 | 168 | 1.167 |
| 3 | Bulgarie           | 4   | 5 | 2 | 3 | 8  | 13 | 0.615 | 143 | 195 | 0.733 |
| 4 | Pologne            | 6   | 5 | 3 | 2 | 9  | 8  | 1.125 | 182 | 181 | 1.006 |
| 5 | Hongrie            | 2   | 5 | 1 | 4 | 6  | 12 | 0.5   | 158 | 194 | 0.814 |
| 6 | Allemagne de l'Est | 0   | 5 | 0 | 5 | 4  | 15 | 0.267 | 145 | 219 | 0.662 |

### Classement 7-12
| #  | Équipe               | Pts | J | G | P | Sp | Sc | Ratio | Pp  | Pc  | Ratio |
| -- | -------------------- | --- | - | - | - | -- | -- | ----- | --- | --- | ----- |
| 7  | Roumanie             | 10  | 5 | 5 | 0 | 15 | 0  | MAX   | 225 | 70  | 3.214 |
| 8  | Italie               | 8   | 5 | 4 | 1 | 12 | 5  | 2.4   | 180 | 171 | 1.053 |
| 9  | Pays-Bas             | 6   | 5 | 3 | 2 | 9  | 8  | 1.125 | 171 | 186 | 0.919 |
| 10 | Allemagne de l'Ouest | 4   | 5 | 2 | 3 | 9  | 11 | 0.818 | 177 | 177 | 1     |
| 11 | Israël               | 2   | 5 | 1 | 4 | 6  | 12 | 0.5   | 143 | 186 | 0.769 |
| 12 | Suisse               | 0   | 5 | 0 | 5 | 0  | 15 | 0     | 119 | 225 | 0.529 |

### Classement 13-18
| #  | Équipe      | Pts | J | G | P | Sp | Sc | Ratio | Pp  | Pc  | Ratio |
| -- | ----------- | --- | - | - | - | -- | -- | ----- | --- | --- | ----- |
| 13 | France      | 10  | 5 | 5 | 0 | 15 | 2  | 7.5   | 221 | 90  | 2.456 |
| 14 | Yougoslavie | 8   | 5 | 4 | 1 | 14 | 3  | 4.667 | 214 | 103 | 2.078 |
| 15 | Suède       | 6   | 5 | 3 | 2 | 9  | 8  | 1.125 | 150 | 171 | 0.877 |
| 16 | Danemark    | 4   | 5 | 2 | 3 | 7  | 9  | 0.778 | 157 | 191 | 0.822 |
| 17 | Autriche    | 2   | 5 | 1 | 4 | 4  | 12 | 0.333 | 127 | 187 | 0.679 |
| 18 | Angleterre  | 0   | 5 | 0 | 5 | 0  | 15 | 0     | 98  | 225 | 0.436 |

## Classement final
| Classement                 | Pays                 |
| -------------------------- | -------------------- |
| Médaille d'or, Europe      | URSS                 |
| Médaille d'argent, Europe  | Tchécoslovaquie      |
| Médaille de bronze, Europe | Pologne              |
| 4e                         | Bulgarie             |
| 5e                         | Hongrie              |
| 6e                         | Allemagne de l'Est   |
| 7e                         | Roumanie             |
| 8e                         | Italie               |
| 9e                         | Pays-Bas             |
| 10e                        | Allemagne de l'Ouest |
| 11e                        | Israël               |
| 12e                        | Suisse               |
| 13e                        | France               |
| 14e                        | Yougoslavie          |
| 15e                        | Suède                |
| 16e                        | Danemark             |
| 17e                        | Autriche             |
| 18e                        | Angleterre           |